# Johann Staden

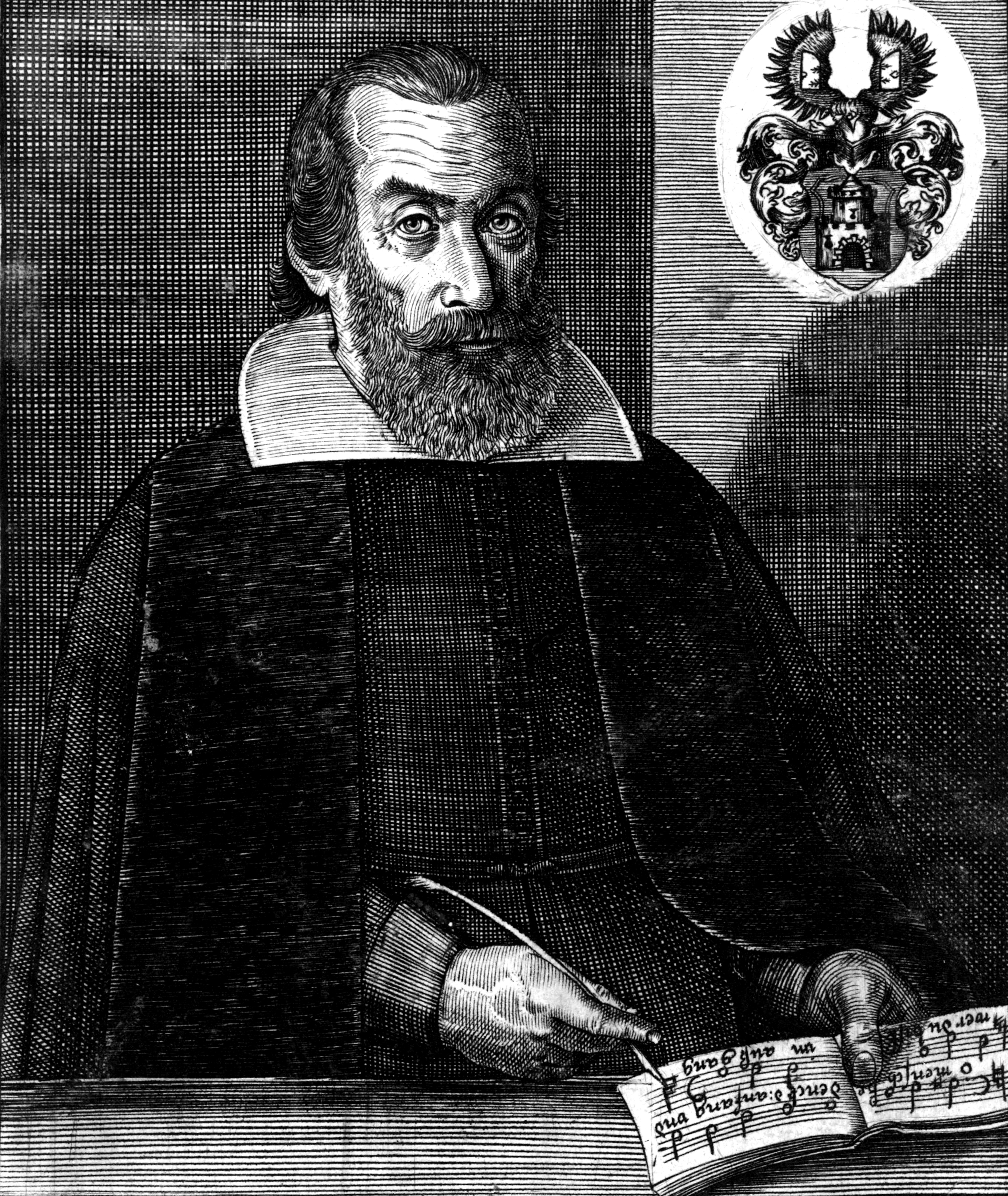
Porträt des Johann Staden

Johann Staden (* 1581; getauft am 2. Juli 1581 in Nürnberg; † 1634; dort begraben am 15. November 1634) war ein deutscher Organist und Komponist.

## Leben und Werk
Ab 1604 stand Johann Staden als fürstlich brandenburgischer Hoforganist in Bayreuth und Kulmbach in Diensten des Markgrafen Christian. Spätestens 1616 kehrte er nach Nürnberg zurück, wo er in diesem Jahr Organist an der Kirche des Neuen Spitals wurde. Im selben Jahr wechselte er an die Kirche St. Lorenz, 1618 an St. Sebald. Sein Sohn Sigmund Theophil Staden (1607–1655), der in Kulmbach geboren ist, und sein Schwiegersohn David Schedlich (1607–1687) wirkten ebenfalls in Nürnberg als Musiker und Komponisten. Zu seinen Schülern gehörte Johann Erasmus Kindermann (1616–1655).
Im Jahr 1619 wurde er von Markgraf Christian abermals nach Bayreuth eingeladen, wo er zusammen mit Michael Praetorius, Heinrich Schütz und Samuel Scheidt anlässlich eines Festes bei der Weihe einer Gottfried-Fritzsche-Orgel in der Stadtkirche Heilig Dreifaltigkeit konzertierte und diese begutachtete.
Johann Staden gehörte zu den ersten Vertretern des konzertierenden Stils mit Generalbass in Deutschland, verband diese italienischen Neuerungen jedoch mit Elementen aus der deutschen Tradition wie syllabischer Textbehandlung, konservativer Harmonik und Kontrapunkt, sowie beschränktem Formenreichtum im geistlichen Lied. Seine Melodik ist volkstümlicher als die seiner Vorbilder Leonhard Lechner und Hans Leo Haßler. Er nimmt eine ähnliche Position wie Melchior Franck ein und steht heute im Schatten der avancierteren Komponisten seiner Generation Johann Hermann Schein, Samuel Scheidt und vor allem Heinrich Schütz.

## Ehrungen
Die in den östlichen Nürnberger Stadtteilen Erlenstegen und Schafhof verlaufende Stadenstraße wurde nach ihm benannt.

## Werke
- Neue deutsche Lieder samt etlichen Galliarden (1609)
- Venuskränzlein, gewidmet Markgraf Christian von Brandenburg-Bayreuth (1610)
- Harmoniae sacrae pro festis praecipuis totius anni (1616)
- Neue Pavanen, Galliarden, Couranten, Intraden und Canzonen (1618)
- Harmoniae novae sacrarum cantionum (1628)
- Hertzens-trosts-Musica (1630)
- Musicalischer Freuden- und Andachtswecker (1630)
- Trauerlied zum Tode Gustav II. Adolfs von Schweden (1632)
- Operum Musicorum Posthumorum (1643)
- Neue deutsche Lieder nach Art der Villanellen
- Neue teutsche geistliche Gesäng
- Hauß-Music
- Geistlicher Music-Klang
- Davids-Harpfe